# Włodzimierz Lenkiewicz
Włodzimierz Remigiusz Lenkiewicz-Ipohorski herbu Kotwicz (ur. 1 grudnia 1877 w Telesznicy Oszwarowej, zm. 26 października 1965 w Londynie) – polski historyk, nauczyciel, komisarz rządowy i burmistrz miasta Tarnopola.

## Życiorys

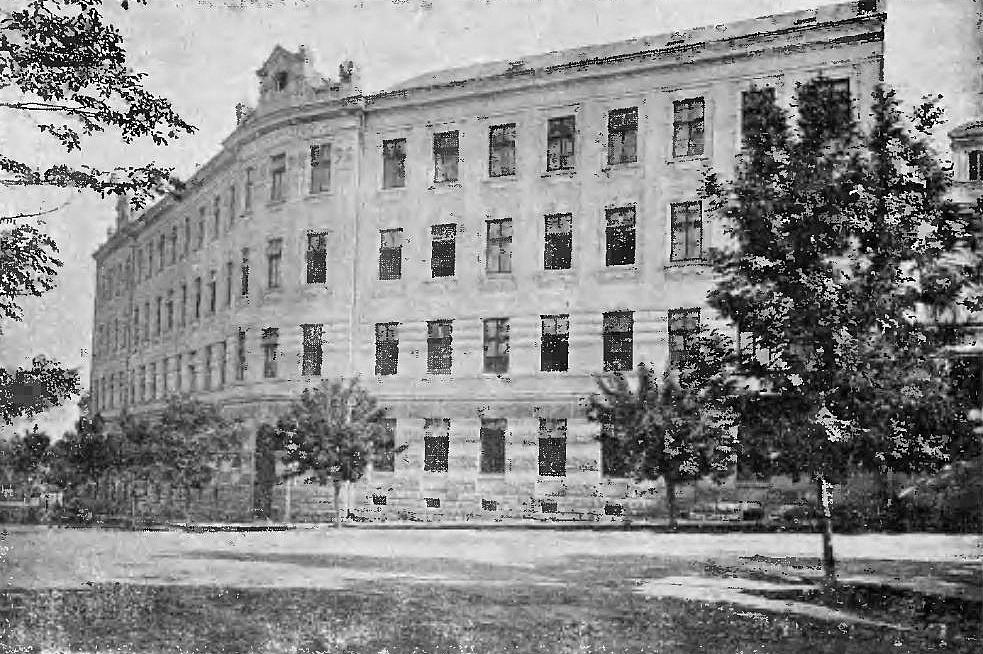
Budynek byłego Gimnazjum im. Juliusza Słowackiego w Tarnopolu

Urodził się 1 grudnia 1877 (według innych danych w 1878) w Teleśnicy Oszwarowej. Był synem Władysława (1844-1907, powstaniec styczniowy, pracownik kolejowy) i Janiny. Jego rodzeństwem byli m.in. Adam (1888-1941, nauczyciel), Stefania Agnieszka (ur. 1885), Maria (1888-1948), Janina (1893-1971).
Podczas czwartego roku studiów na Wydziale Filozoficznym Uniwersytetu Lwowskiego w 1899 otrzymał stypendium fundacji Barczewskiego. Ukończył studia z tytułem naukowym doktora filozofii. Był członkiem zwyczajnym Towarzystwa Historycznego we Lwowie, członkiem Rady Szkolnej Powiatowej.
Został nauczycielem historii i geografii. W marcu 1902 z funkcji zastępcy nauczyciela został mianowany nauczycielem szkół średnich i przeniesiony z V Gimnazjum we Lwowie do Gimnazjum w Tarnowie. Zarówno w okresie zaboru austriackiego w ramach autonomii galicyjskiej, jak i w niepodległej II Rzeczypospolitej pełnił funkcję dyrektora II Państwowego Gimnazjum im. Juliusza Słowackiego w Tarnopolu, od 28 marca 1911 jako kierownik, od 22 marca 1913 jako dyrektor do 30 listopada 1931, gdy został przeniesiony w stan spoczynku
Podczas I wojny światowej stworzył w Tarnopolu tajne Stowarzyszenie Polskie. Podczas wojny polsko-ukraińskiej był internowany przez Ukraińców w 1919.
Pełnił urząd komisarza rządowego miasta Tarnopola od 1920. Ustąpił ze stanowiska w styczniu 1926, a Rada Miejska nadała mu wówczas tytuł honorowego obywatela Tarnopola. Od 1921 do 1927 był prezesem klubu piłki nożnej Kresy Tarnopol. Funkcję włodarza Tarnopola pełnił ponownie od 1929 do 1934, gdy sprawował urząd burmistrza tego miasta. Celem pełnienia tej funkcji jako dyrektor tarnopolskiego gimnazjum od 5 grudnia 1929 przebywał na urlopie, a z dniem 30 listopada 1931 na własną prośbę został przeniesiony w stan spoczynku. W marcu 1933 został wiceprezesem komitetu budowy pomnika Marszałka Józefa Piłsudskiego Tarnopolu. W latach 30. posiadał w mieście samochód.
Był żonaty z Zofią Lachowską, miał troje dzieci: Maria (ur. około 1900), Zygmunt (ur. 1903) i Stanisław (ur. 14 maja 1918). Zmarł przed 1966 w Londynie.

## Publikacje
- Udział Rosji w pokoju karłowickim 1699 (1901)[27]
- Wychowanie estetyczne młodzieży (1912)

## Odznaczenia
- Krzyż Oficerski Orderu Odrodzenia Polski (2 maja 1924)[9][28][29]
- Krzyż Niepodległości[9]
- Krzyż Jubileuszowy dla Cywilnych Funkcjonariuszów Państwowych (Austro-Węgry)[14].